# Basistransformatie
In de lineaire algebra is een basistransformatie een overgang van de ene basis op een andere. Een basistransformatie wordt beschreven door een matrix, die de coördinaten ten opzichte van de ene basis omrekent in de coördinaten ten opzichte van de andere basis.
Bij een actieve coördinatentransformatie blijven de coördinaten hetzelfde en verandert het object. Dat kan van plaats, grootte en vorm zijn, enzovoort. Bij een passieve veranderen de coördinaten en blijft het object hetzelfde. Een basistransformatie is dus een passieve coördinatentransformatie, en wel een lineaire coördinatentransformatie.

## Wiskundige inleiding
Zij {\displaystyle V} een vectorruimte met dimensie {\displaystyle n} over het lichaam (Ned) / veld (Be) {\displaystyle K} en {\displaystyle \mathbf {B} =[\ \mathbf {b} _{1},\ldots ,\mathbf {b} _{n}\ ]} en {\displaystyle \mathbf {C} =[\ \mathbf {c} _{1},\ldots ,\mathbf {c} _{n}\ ]} twee bases van {\displaystyle V}. De vectoren uit {\displaystyle \mathbf {C} } kunnen worden uitgedrukt als lineaire combinatie van de vectoren in de basis {\displaystyle \mathbf {B} }
{\displaystyle \mathbf {c} _{i}=a_{i1}\mathbf {b} _{1}+\ldots +a_{in}\mathbf {b} _{n}},
Daarin zijn de {\displaystyle n^{2}} getallen {\displaystyle a_{ij}} de coördinaten van de basisvectoren uit {\displaystyle \mathbf {C} } ten opzichte van de basis {\displaystyle \mathbf {B} }.
De basistransformatie kan door middel van de matrixvermenigvuldiging worden genoteerd als:
{\displaystyle [\ \mathbf {c} _{1},\ldots ,\mathbf {c} _{n}\ ]^{\text{T}}={\begin{bmatrix}a_{11}&a_{12}&\dots &a_{1n}\\a_{21}&a_{22}&\dots &a_{2n}\\\vdots &\vdots &\ddots &\vdots \\a_{n1}&a_{n2}&\dots &a_{nn}\\\end{bmatrix}}[\ \mathbf {b} _{1},\ldots ,\mathbf {b} _{n}\ ]^{\text{T}}}
of als
{\displaystyle \mathbf {C} ^{\text{T}}=\mathbf {A} \mathbf {B} ^{\text{T}}}
waarin {\displaystyle \mathbf {A} }, {\displaystyle \mathbf {B} } en {\displaystyle \mathbf {C} } vierkante n×n-matrices zijn. 

## Definitie
Een vector {\displaystyle v\in V} heeft ten opzichte van beide bases de voorstellingen:
{\displaystyle v=\beta _{1}b_{1}+\ldots +\beta _{n}b_{n}=\gamma _{1}c_{1}+\ldots +\gamma _{n}c_{n}}
De relatie tussen de coördinaten {\displaystyle \beta _{1},\ldots ,\beta _{n}} ten opzichte van {\displaystyle B} en de coördinaten {\displaystyle \gamma _{1},\ldots ,\gamma _{n}} ten opzichte van {\displaystyle C} kan worden gevonden uit de relatie:
{\displaystyle v=\sum _{k=1}^{n}\beta _{k}b_{k}=\sum _{r=1}^{n}\gamma _{r}c_{r}=\sum _{r=1}^{n}\gamma _{r}\sum _{k=1}^{n}\mu _{rk}b_{k}=\sum _{k=1}^{n}\sum _{r=1}^{n}\gamma _{r}\mu _{rk}b_{k}}
Omdat een vector op maar een manier als lineaire combinatie van basisvectoren kan worden geschreven, moet dus gelden dat: 
{\displaystyle \beta _{k}=\sum _{r=1}^{n}\gamma _{r}\mu _{rk}}
Deze relatie is een lineaire afbeelding {\displaystyle K^{n}\to K^{n}}:
{\displaystyle \beta =(\beta _{1},\beta _{2},\ldots ,\beta _{n})=(\gamma _{1},\gamma _{2},\ldots ,\gamma _{n})(\mu _{rk})=\gamma M^{T}},
of:
{\displaystyle \beta ^{T}=M\gamma ^{T}}
Omgekeerd geldt:
{\displaystyle \gamma ^{T}=M^{-1}\beta ^{T}}
een relatie die de nieuwe coördinaten ten opzichte van {\displaystyle C} uitdrukt in de oude coördinaten ten opzichte van {\displaystyle B}.
De basisvectoren worden met {\displaystyle M} getransformeerd en de bijbehorende coördinaten met {\displaystyle M^{-1}}. Maakt men bijvoorbeeld de basisvectoren langer, dan zullen de bijbehorende coördinaten dienovereenkomstig kleiner worden. Om deze reden worden vectoren wel contravariant genoemd.

## Tensornotatie
In tensornotatie met einsteinnotatie, waarbij een Latijnse letter met index voor iedere indexwaarde een vector voorstelt, samengevat:
Als
{\displaystyle c_{r}=\mu _{r}^{k}b_{k}}
en
{\displaystyle v=\beta ^{k}b_{k}=\gamma ^{k}c_{k}}
dan
{\displaystyle \beta ^{k}=\gamma ^{r}\mu _{r}^{k}}

## Lineaire transformatie
Een lineaire transformatie van de lineaire ruimte {\displaystyle V} wordt voor de basis {\displaystyle B} gerepresenteerd door de matrix {\displaystyle A_{B}} en voor de basis {\displaystyle C} door de matrix {\displaystyle A_{C}}. Er geldt:
{\displaystyle A_{C}=M^{-1}A_{B}M}

## Voorbeeld
- Voorbeeld van een tweedimensionale functieruimte met een basistransformatie